# WaiWai專欄事件
WaiWai專欄事件，是指日本《每日新聞》旗下英文版的一個名叫「WaiWai」專欄多年以來，宣稱目的是介紹日本的風土人情，但卻一直在撰寫內容低俗、誇張及虛構及貶低日本女性的文章。但由於該專欄以英文撰寫及受眾為海外讀者，所以長期都沒有在得到日本國內的注意，直至2008年時終於被一位日本部落客發現，其後被傳到至日本最大的網上論壇 2channel上，從而引發來自日本民間的極大憤怒及爭議的一系列事件。

## 歷史
「WaiWai」專欄自1989年《每日新聞》印刷版上起開始連載，在2001年轉到網上繼續發行。該專欄以英文撰寫及經常以各種低俗虛構的故事為題，得到了海外受眾歡迎。「WaiWai」專欄的故事來源多數是從各種民間小報或其他未經證實的文章上取得，並經由來自澳洲的記者瑞恩康奈爾（Ryann Connell）翻譯及傳播到海外。這些故事通常都是低俗、誇張及虛構的，例如其中包括描述日本人有異常的性偏好、把日本傳統節日與性行為聯繫起來及指日本遊客在厄瓜多爾和白俄羅斯等一些國家，參與「買奴」和「獵殺當地兒童」等一些非法旅遊活動，及日本母親與即將上高中的兒子發生性行為等等，而這些報導都沒有任何證據去支撐。其他深受爭議的內容還包括日本未成年人賣淫、故意把少數人意見描繪成一種是日本女性的普遍趨勢及專欄編輯在介紹防衛省政策的漫畫開頭，自行增添原文中沒有的描述等等。除此之外，在其後的內部調查中還發現，外籍員工在《每日新聞》英文版網站上把41個不恰當的詞語標記成關鍵字，並嵌入到每個頁面上，當中包括「變態（hentai）」、「藝妓（geisha）」及「日本女孩（japanese girls）」。

## 事件經過

### 問題浮現
2008年4月，日本的部落客主mozu發現這個專欄的一篇文章，內容講述在東京六本木區的一家餐館，顧客在進食前會與動物發生性關係。mozu在其個人部落客中憤怒地批評這專欄及文章，然後這事被傳到日本最大的網上論壇 2channel上去，從而引爆輿論。每日新聞社開始接收到大量對專欄的投訴，指專欄充斥著粗俗虛假訊息，可能會導致日本人的印象在國外被誤解、玷污國際形象及把日本女性塑造成性偏離的錯誤形象。 東京大學教授羅伯特·坎貝爾批評每日新聞，指專欄許多淫穢文章未經證實就張貼，而報紙的招牌和記者的署名都給予其可信度。又指會有很多外國人把它當成事實並相信。世界各地的年輕人對日本有很高的興趣，但並沒有可靠的信息來源，而報紙往往是具有可信度。與此同時，日本網民創造了2個網站，專門用來紀錄WaiWai專欄的文章及相關事件，另外也有一些遭到翻譯轉載的小道雜誌也向每日新聞提出抗議，指其文章未經批准而遭到轉載。

### 毎日新聞社的反應
《每日新聞》對這一問題的認知及反應極為遲緩，這一點在稍後（同年7月20日）公佈的內部調查報告中得到證實。與此同時，每日新聞英文版並未立即關閉該欄目，總編輯高橋弘司與負責該專欄的特約撰稿人協商，刪除了被批評的文章，並禁止其他人登入網址，取得WaiWai過去的其他專欄文章。然而，每日新聞英文版繼續在 WaiWai 專欄中發表新文章，這些文章是根據周刊《Sunday Mainichi》而撰寫的。高橋弘司給出的原因是這是一個「受歡迎的專欄」，所以不能輕易關閉它。他的上司磯野彰彦指在五月時收到過報告，但並沒有意識到嚴重性。同年6月20日，日本新聞網站J-cast報導了這個爭議，次日WaiWai專欄被關閉，6月23日每日新聞在其日文及英文網站上發布消息，承認文章內容有問題及不合適的，而這時《每日新聞》已收到超過300起的投訴及抗議。6月25日在《每日新聞》發表了一則道歉啟事。6月27日，每日新聞對負責該專欄的澳洲記者瑞恩康奈爾（Ryann Connell）給予紀律處分3個月，停職2個月，總編輯高橋弘司及局長井野明彥都被處以停職一個月的紀律處分。此外，擔任數字媒體局局長的長谷川篤也宣布退還10%的高管薪酬。
《每日新聞》事後向被盜用文章的出版社、厄瓜多爾和白俄羅斯大使館進行解釋和道歉。

### 抗議擴大
日本網民對此回應並不滿意，尤其是因為《每日新聞》在道歉啟事的最後，提及會對「誹謗」的行為採取法律行動。這聲明令 2channel上湧現了更多的反對聲音。7月2日，一場抗議活動在每日新聞總部外舉行。其後他們更開始把抗議目標擴大到在每日新聞上投放廣告的公司、商業夥伴及相關組織，作出不斷的電話及電郵抗議，據每日新聞統計，超過 200 家公司受到影響。這些抗議令到一些企業暫停了在每日新聞上投放廣告，當中包括麒麟啤酒、JCB銀行、日產汽車及富士通。在每日新聞7月8日的新聞網站中可見投放的廣告明顯減少，大部分都被換到每日新聞自身的內部宣傳。

## 內部調查
《每日新聞》在同年7月7日宣布，將於該月中旬公佈內部調查結果。在內部調查的結果中表示，每日新聞英文版缺乏像日語版般，設有審查委員會等組織，用來監測文章的內容及質素，許多文章未經篩選就發布了，內部也沒有明確的編輯政策及討論，歷任主管都未能密切關注他們所負責出版物的內容。而「WaiWai」專欄能被允許不斷發布不適當的文章主要原因如下︰
1. 《每日新聞》英文版缺乏審查制度。
2. 編輯沒有從媒體道德的角度檢查文章是否合適。
3. 有問題的作家是不成比例的男性，並且未能納入女性的觀點。
4. 工作人員完全是由外國人組成，沒有人提供日本方面的看法。

內部調查還批評撰稿人明知他的文章可能會損害報章的可信度，但繼續頻繁地翻譯不恰當的文章，顯然地偏離了新聞道德。同時也批評每日新聞反應遲鈍，從2001年至2008年3月間，至少收到15起投訴。然而，由於「WaiWai」是一個熱門專欄，無論是撰稿人還是他的上司，都沒有對外界批評作出認真的回應。

## 反響

### 問題擴大的原因
曾擔任每日新聞記者的佐佐木俊尚指出，每日新聞初期在處理這問題時犯了一個嚴重錯誤，就是暗示會對「誹謗者」採取法律行動。這一舉動被認為是傲慢及沒有在反思，於是更加激發了人們的憤怒，最終令到問題快速擴大。開放新聞委員會成員吉永美智子同意這一說法，指出《每日新聞》缺乏敏感度，相關的抗議活動早於5月時已提出，但去到6月尾時才開始處理，而且在發佈道歉聲明的同時卻指會對誹謗行為採取法律行動，這種立場是無法獲得公眾的理解。

### 日本主要媒體冷處理
在這大規模抗議事件發生的時候，朝日新聞、產經新聞、讀賣新聞等日本主要媒體對這個問題的報導很少，內容也很簡單，電視台也幾乎沒有詳細討論這個問題。佐佐木俊尚指出，主流媒體故意忽視的原因，是害怕若事情搞大了，人們的「刀刃也會向他們襲來」。時事通信社記者石井孝明認為，迄今為止操縱輿論的是大眾媒體，此事的冷處理是因為他們害怕將無法操縱輿論。

### 支持「WaiWai」專欄
有道出人為「WaiWai」專欄及瑞恩康奈爾辯護，指「WaiWai」是「了解日本人態度的不可或缺的嚮導」。有道在他的網站上引用「WaiWai」的次數超過50次。

### 海外媒體報導
博客類新聞網站「Gawker」關注瑞恩康奈爾等人撰寫文章時，對這些問題文章進行故意偽造和誤譯的過程。他還認為這個問題可以與《紐約時報》的傑森·布萊爾醜聞（Jayson Blair）相媲美。英國的《每日電訊報》和瑞恩康奈爾的祖國澳洲的《悉尼先驅晨報》及《布里斯班時報》也討論了這個問題。

## 備註
1. ↑  「毎日新聞の英語版サイトがひどすぎる　まとめ＠wiki」和「毎日新聞問題の情報集積wiki」」